# جيه هاورد مارشال
جيمس هوارد مارشال الثاني (24 يناير 1905 - 4 أغسطس 1995)، رجل أعمال أمريكي، ومحامي، وعالم قانون، ومسؤول حكومي. تميز بمشاركته واستثماره في صناعة النفط الأمريكية من خلال أعماله الأكاديمية، الحكومية، والتجارية. كان يمتلك 16٪ من أسهم شركة كوش للصناعات، تزوج من عارضة الأزياء الأمريكية آنا نيكول سميث في الأشهر الأربعة عشر الأخيرة من حياته. بعد وفاته، أصبح إرثه موضوعًا لعدد من القضايا القانونية الممتدة، التي استعرضتها المحكمة العليا في قضيتين: مارشال ضد مارشال وسترن ضد مارشال. قررت المحكمة الإبقاء على وصيته وشهادته كما هي، ونتج عن ذلك تحويل معظم أصوله إلى صناديق استئمانية لصالح زوجة ابنه، إلين تيتيمر مارشال وعائلتها.

## النشأة والتعليم
ولد في جيرمانتاون، فيلادلفيا، بنسلفانيا، وأثار كويكر، J. هوارد مارشال الثاني التحق بمدرسة جورج، و هي مدرسة ثانوية خاصة في نيوتاون بولاية بنسلفانيا، وبعد ذلك درس الفنون الحرة في كلا من كلية هارفرد، مؤسسات كويكر، وتخرج في عام 1926. أثناء وجوده في مدرستي جورج و هافرفورد، قام بتحرير الصحف المدرسية، وقاد فرق المناظرة، وكان لاعب كرة قدم أمريكي بالكامل، ولعب التنس التنافسي بتوجيه من المحترف بيل تيلدن. تخرج بامتياز مع مرتبة الشرف من كلية الحقوق بجامعة ييل عام 1931. في جامعة ييل، كان محرر حالة في مجلة جورنال ييل للقانون ودرس مع رائد القانون والاقتصاد والتون هيل هاميلتون.

## وظائف
بعد التخرج ، من عام 1931 إلى عام 1933، عمل كمساعد عميد في كلية الحقوق بجامعة ييل، وأصدر دروسًا في الأعمال والتمويل والإجراءات،  بينما كان ينشر أيضًا مقالات كعضو في مدرسة الفكر الواقعية القانونية المؤثرة. عمل مع قاضي المحكمة العليا المستقبلي ويليام أو دوغلاس على مقال بعنوان دراسة واقعية لإدارة الإفلاس وبعض الاقتراحات، نُشر عام 1932. نشر مع نورمان مايرز مقالتين بعنوان التخطيط القانوني لإنتاج البترول في عام 1931. قدمت هذه الدراسات بديلاً للممارسات السائدة للإنتاج الخاضع للرقابة في صناعة البترول، والتي أدت إلى دورات ازدهار وكساد دراماتيكية. لقد اكتسبوا اهتمام الحكومة، حيث كان العديد من مؤيدي الصفقة الجديدة من أنصار الواقعية القانونية .
في عام 1933، ترك مارشال جامعة ييل ليصبح مساعد المحامي في وزارة الداخلية تحت قيادة هارولد إل إيكيس . قام بتأليف قانون المنافسة العادلة لصناعة البترول (1933) ،  وقانون كونالي للزيت الساخن لعام 1935 بعد قرار المحكمة العليا بإلغاء قانون الاسترداد الصناعي الوطني . وأعادت إحياء التشريعات التي نظمت تدفق النفط بين الدول لحماية الصناعة من «النفط المهرّب» من أجل استقرار الأسعار الهابطة. في حين اعتبر لكز في الأصل أن الحكومة تحدد أرضية سعرية للنفط ، طلب مارشال من لكز التوقيع على خطة لطلب شهادات التخليص للنفط المنتج بشكل قانوني المشحون في التجارة بين الولايات .
في عام 1935 ، ترك الخدمة الحكومية ليصبح المستشار الخاص لكينيث آر كينجسبري ، رئيس ستاندرد أويل أوف كاليفورنيا (الآن شركة شيفرون ) في سان فرانسيسكو. في عام 1937 ، أصبح شريكًا في بيلليبوري ماديسون سوترو (الآن بيللزبوري وينثروب شاو بيتمان ) ، الذي كان مستشارًا خارجيًا للشركة. في عام 1941 ، تم استدعاؤه مرة أخرى إلى واشنطن العاصمة خلال الحرب العالمية الثانية كمحامي إدارة البترول للحرب ، مما ساعد في تطوير سياسة الطاقة الأمريكية أثناء الحرب ، بما في ذلك قانون خط أنابيب كول لعام 1941 ، وبعد ذلك كعضو في لجنة إدارة البترول. التعويضات والمعهد الأمريكي للبترول . في عام 1944 ، بعد تطوير علاقة مع بول جي بليزر ، انتقل إلى آشلاند ، كنتاكي وأصبح نائب رئيس مجلس الإدارة ورئيس شركة آشلاند للنفط والتكرير (الآن أشلاند إنك. ).
في عام 1946 ، صاغ الأمر التنفيذي بإنشاء المجلس الوطني للبترول (الولايات المتحدة) . في عام 1952 ، أصبح نائب الرئيس التنفيذي في سيجنال للزيت & الغاز تحت قيادة سومائيل بي. موشير. في عام 1961 ، أصبح رئيسًا لشركة يونيون تكساس للبترول وانتقل إلى هيوستن. في عام 1967 ، أصبح نائب الرئيس التنفيذي لشركة أليد للكيماويات (الآن هانيويل ). كما شغل منصب مدير شركة كوستال . في عام 1984 ، أسس شركة مارشال بتروليوم ، والتي كانت في الأساس شركة قابضة لاهتمامه في صناعات كوتش .

## الحياة الشخصية

### الزيجات والعلاقات
تزوج بإليانور بيرس في عام 1931 وانتهى زواجهما بالطلاق في عام 1961، وحظيا بابنين: جيه هاورد مارشال الثالث (ولد 6 فبراير 1936) و إي. بيرس مارشال (ولد 12 يناير 1939 وتوفى 20 يونيو 2006). تزوج مارشال بعد فترة قصيرة ببيتي بوهانون وظلا متزوجين حتى توفت بمرض ألزهايمر في 1991. وفي تلك الفترة دخل في علاقة مع عارضة في ملهى للتعري. في عام 1994، تزوج مارشال وهو في التاسعة والثمانين بالعارضة الشابة آنا نيكول سميث، وظلا متزوجين حتى وفاته بعد 14 شهر.

## فهرس
- "Done in Oil: An Autobiography of J. Howard Marshall II". Texas A&M University Press. 1994. مؤرشف من الأصل في 2017-09-29.

## روابط خارجية
- J. Howard Marshall II في قاعدة بيانات الأفلام على الإنترنت